# Robert Leighton (Filmeditor)
Robert Leighton (* vor 1975 in London, England) ist ein britischer Filmeditor.

## Biografie
Der gebürtige Londoner Robert Leighton studierte an der London Film School und arbeitete anschließend eine Zeit lang als Schnittassistent bei der britischen Rundfunkanstalt BBC, bevor 1975 in die USA auswanderte. Dort fand er noch im selben Jahr Arbeit und assistierte John C. Howard bei dessen Schnitt an dem Komödienthriller Mastermind. Sein Debüt als eigenständiger Editor gab er 1980 mit dem australisch-niederländischen Actionmusicaldrama Stunt Rock, allerdings unter dem Pseudonym Robert H. Money.
1984 assistierte Leighton den beiden Filmeditoren Kent Beyda und Kim Secrist. Sie schnitten Rob Reiners Regiedebüt This Is Spinal Tap. Bereits ein Jahr später war Leighton der allein verantwortliche Editor für dessen Komödie Der Volltreffer. Seitdem schnitt Leighton alle von Reiner inszenierten Filme, mal alleine, mal in Partnerschaft mit anderen Editoren. Seinen größten Erfolg hatte er bisher, als er bei der Oscarverleihung 1993 für seine Arbeit an Reiners Gerichtsthriller Eine Frage der Ehre für den Besten Schnitt nominiert wurde.

## Filmografie (Auswahl)
- 1978: Stunt Rock
- 1981: Haus in Schrecken (Delusion)
- 1981: Fightergang – Sie kämpfen bis zum Ende (Kill and Kill Again)
- 1983: Das Ende der Angst (Wavelength)
- 1985: Der Volltreffer (The Sure Thing)
- 1986: Stand by Me – Das Geheimnis eines Sommers (Stand by Me)
- 1987: Die Braut des Prinzen (The Princess Bride)
- 1988: Annies Männer (Bull Durham)
- 1989: Harry und Sally (When Harry Met Sally…)
- 1989: Blaze – Eine gefährliche Liebe (Blaze)
- 1990: Misery
- 1991: Late for Dinner – Eine zeitlose Liebe (Late for Dinner)
- 1992: Eine Frage der Ehre (A Few Good Men)
- 1993: Hilfe! Jeder ist der Größte (Life with Mikey)
- 1994: North
- 1995: Hallo, Mr. President (The American President)
- 1996: Das Attentat (Ghosts of Mississippi)
- 1998: Eisige Stille (Hush)
- 1999: An deiner Seite (The Story of Us)
- 2000: Best in Show
- 2003: A Mighty Wind
- 2003: Alex & Emma
- 2004: Darf ich bitten? (Shall We Dance?)
- 2005: Wo die Liebe hinfällt … (Rumor Has It…)
- 2006: Es lebe Hollywood (For Your Consideration)
- 2007: Das Beste kommt zum Schluss (The Bucket List)
- 2010: Verliebt und ausgeflippt (Flipped)
- 2012: Zeit zu leben (People Like Us)
- 2013: Die Unfassbaren – Now You See Me (Now You See Me)
- 2014: Kiss the Cook – So schmeckt das Leben! (Chef)
- 2015: Man lernt nie aus (The Intern)
- 2017: Bailey – Ein Freund fürs Leben (A Dog’s Purpose)

## Auszeichnungen
- 1993: Oscar-Nominierung für Eine Frage der Ehre
- 1993: Eddie-Awards-Nominierung für Eine Frage der Ehre
- 2001: Eddie-Awards-Nominierung für Best in Show